# Oliver Cromwell
Oliver Cromwell (25. dubna 1599 – 3. září 1658) byl anglický vojevůdce a politik. Jako vojenský velitel přispěl k porážce královského vojska v občanské válce. Po popravě Karla I. roku 1649 byl vůdčí postavou Anglické republiky, obsadil Skotsko a Irsko a od roku 1653 až do své smrti roku 1658 vládl jako lord protektor Anglie, Skotska a Irska.
Cromwell pocházel z prostředí venkovské šlechty a do 40 let nebyl výraznou postavou anglické politiky. Později zdědil velký majetek po svém strýci a byl zvolen poslancem parlamentu a zapojil se do občanské války jako velitel parlamentaristického vojska. Postupně se propracoval z pozice velitele jezdeckého oddílu až na úroveň velitele armády. Byl jedním z těch, kteří podepsali rozsudek smrti pro Karla I. Vedl anglické vojsko v tažení do Irska a Skotska. V dubnu 1653 rozpustil za použití vojáků parlament a ustavil nový parlament, který ale neměl dlouhého trvání. Dne 16. prosince 1653 byl jmenován lordem protektorem. Po smrti byl pohřben ve Westminsterském opatství, ale po restauraci Stuartovců byly jeho ostatky vykopány a zneuctěny.
Oliver Cromwell je kontroverzní postavou anglických dějin. Některými historiky (David Hume, Christopher Hill) je označován za královraha a diktátora, jinými (Thomas Carlyle a Samuel Rawson Gardiner) za hrdinného zastánce svobody. Roku 2002 byl v anketě BBC vybrán do desítky největších Britů všech dob. Jeho opatření proti irským katolíkům bývá označováno jako genocida (nebo téměř genocida) a v Irsku je převážně nenáviděn.

## Mládí

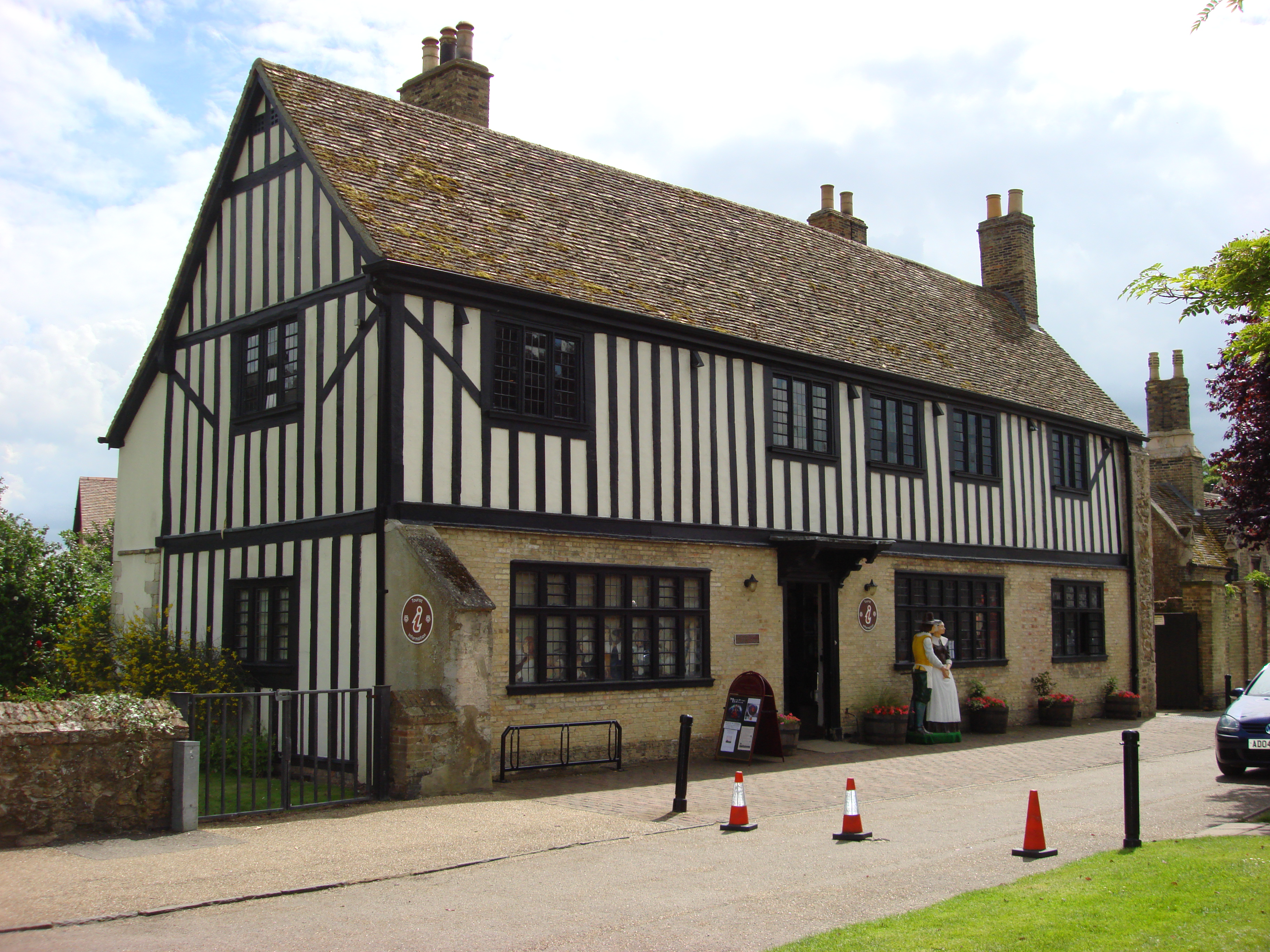
Cromwellův dům v Ely

Oliver Cromwell se narodil 25. dubna 1599 v Huntingdonu jako syn Roberta Cromwella a Alžběty Stewardové. Sociální postavení jeho rodiny bylo relativně nízké. Jeho otec byl mladším synem svých rodičů a jedním z deseti dětí. Zdědil tak dům v Huntingtonu a malé množství půdy, která vynášela asi 300 liber ročně.
Cromwell navštěvoval místní gymnázium a později Sussexskou kolej v Cambridge, která se vyznačovala puritánskou atmosférou. Studium ukončil roku 1617, po smrti otce, aniž by absolvoval závěrečné zkoušky. Dne 22. srpna 1620 se oženil s Alžbětou Bourchierovou, s níž měl devět dětí: Roberta (1621–1639), Olivera (1622–1644), Bridget (1624–1681), Richarda (1626–1712), Jindřicha (1628–1674), Alžbětu (1629–1658), Jakuba (1632–1632), Marii (1637–1713) a Františku (1638–1720).
Roku 1636 Cromwell zdědil po svém strýci velký majetek v Ely a také úřad výběrčího desátků pro Elyskou katedrálu. Výsledkem bylo zvýšení jeho příjmu na 300–400 liber ročně. Stal se oddaným puritánem a vytvořil si vztahy s vůdčími rody v Londýně a Essexu.

## Poslanec
Cromwell se stal členem parlamentu za Huntington roku 1628. Po rozpuštění tohoto parlamentu vládl Karel I. dalších dvanáct let, aniž by svolal další parlament. Poté, co byl nucen řešit vzpouru ve Skotsku, známou jako válka biskupů, potřeboval na její potlačení finanční prostředky, a tak roku 1640 svolal parlament (Short Parliament), který byl však po třech týdnech rozpuštěn. Cromwell byl jeho členem za Cambridge.
Další parlament (Long Parliament) byl svolán tentýž rok. Cromwell byl v něm opět jako zástupce Cambridge. V prvních dvou letech byl spojencem skupiny pobožných aristokratů ve Sněmovně lordů a Dolní sněmovně. Tam se mu podařilo spojit s důležitými šlechtici, jako byli například hrabata z Essexu, Warwicku a Bedfordu, Oliver St. John nebo vikomt ze Saye a Sele. Angažoval se v agendě církevní reformace.

## Vojenský velitel

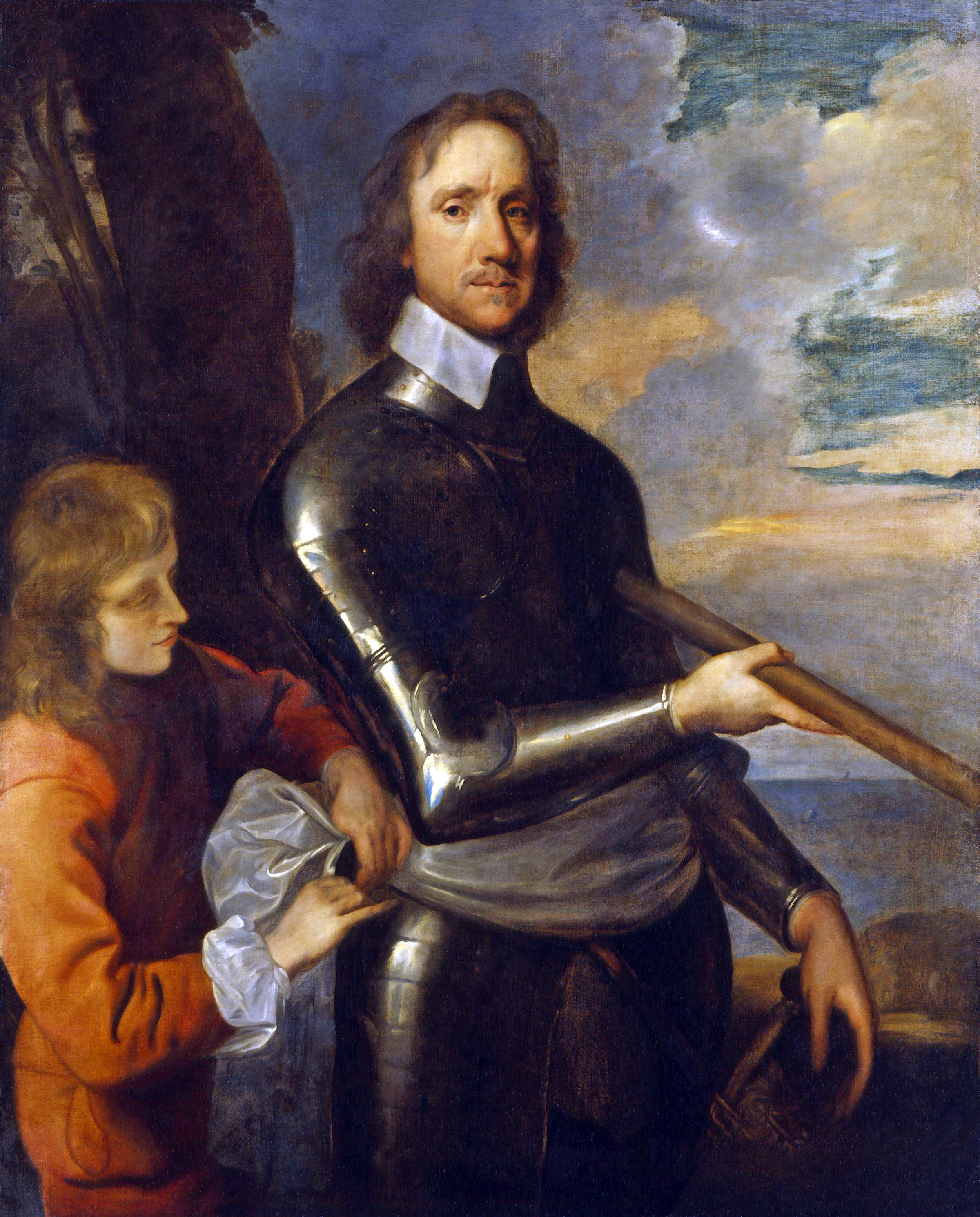
Portrét Olivera Cromwella od Roberta Walkera

Neschopnost řešit rozpory mezi parlamentem a Karlem I. vedly na podzim roku 1642 k vypuknutí občanské války.
Cromwell naverboval jednotku jezdectva z Cambridgeshire, kterou financoval zabavením prostředků určených pro krále. Jeho oddíl se poprvé účastnil války v říjnu 1642 v nerozhodné bitvě u Edgehill. Jeho jednotka byla zařazena do armády Eduarda Montagu, hraběte z Manchesteru; v bojích ve východní Anglii v průběhu roku 1643 získala mnohá vítězství. Cromwell byl jmenován velitelem Ely a plukovníkem východní parlamentaristické armády.
Po bitvě u Marston Moor v červenci 1644 byl jmenován hlavním velitelem jezdectva východní armády. Úspěch jeho jezdeckého pluku v rozbití jezdectva královského vojska a útok na pěchotu byly hlavním faktorem vítězství parlamentaristů v této bitvě. Cromwell sám bojoval v čele svého vojska a byl zraněn na hlavě. Nerozhodný výsledek druhé bitvy u Newbury znamenal pokračování války.
Částečně pod vlivem nevyužití úspěchu v bitvě u Marston Moor vydal parlament nařízení (Self-Denying Ordinance), které nařizovalo členům horní a dolní komory parlamentu, aby si vybrali mezi vojenskou pozicí a členstvím v parlamentu. Jedinou výjimkou byl Cromwell, kterému bylo povoleno obojí. V dubnu 1645 byly položeny základy parlamentaristické armády nového typu (New Model Army). Jejím vrchním velitelem se stal Thomas Fairfax a Cromwell se stal vrchním velitelem jezdectva a druhým velitelem celé armády. V červnu 1645 v bitvě u Naseby armáda parlamentaristů rozprášila královské vojsko. Dne 10. června se Cromwell účastnil porážky posledního velkého královského vojska, která ukončila naději Karla I. na vítězství ve válce. Cromwell obléhal a obsadil Basing House a později byl obviňován, že nechal zabít stovku mužů posádky, kteří se již vzdali. Později se zapojil do obléhání Bridgwateru, Sherbrone, Bristolu, Devizes a Winchesteru. Poté, co se Karel I. 5. května 1646 vzdal Skotům, byla první fáze občanské války ukončena.

## Politik

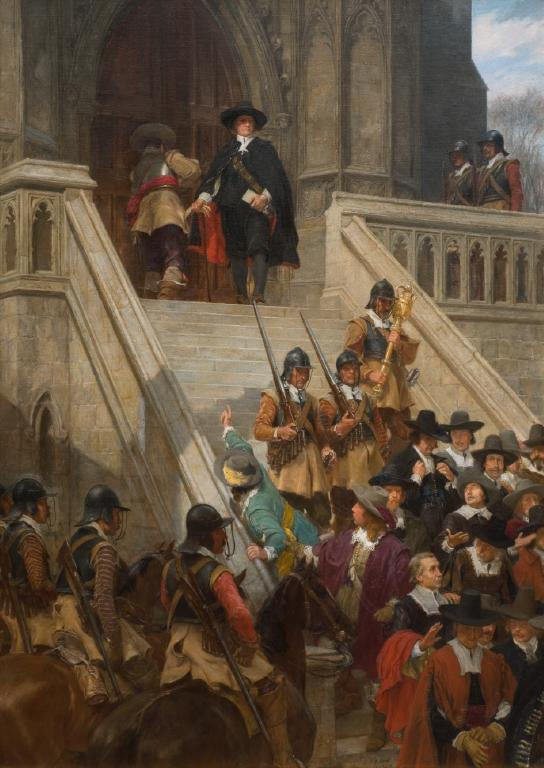
Cromwell rozpouští parlament

V únoru 1647 se Cromwell zotavoval po nemoci, která ho na určitou dobu postavila mimo hlavní politické dění. Po jeho návratu byli parlamentaristé rozděleni na dvě skupiny v názoru na postup vůči králi. Většina v obou komorách navrhovala, aby bylo Skotům vyplaceno odstupné za krále, většina armády rozpuštěna, Karel I. dosazen zpět na trůn a aby byla zavedena presbyteriánská správa církve. Cromwell skotský model presbyteriánství odmítal, protože podle něho představoval nahrazení jedné hierarchie druhou. Armáda se radikalizovala, protože parlament nebyl schopen zaplatit mzdu, kterou vojákům dlužil. V květnu byl Cromwell vyslán na velitelství armády, aby dojednal kompromis, ale neuspěl. V červnu oddíl jezdectva pod vedením George Joyceho unesl krále z parlamentaristického vězení.
Cromwell a Henry Ireton poté zpracovali prohlášení, navrhující kontrolu výkonné moci pravidelně svolávaným parlamentem a obnovení episkopálního zřízení. Mnoho vojenských důstojníků považovalo tento návrh za málo radikální a dožadovali se rovného politického postavení pro všechny občany. To vedlo k bouřlivým debatám mezi Cromwellem, Fairfaxem a Iretonem na straně jedné a levellery (zastánce mimo jiné svobodných voleb, rovnosti před zákonem a náboženské svobody) na straně druhé, které skončily nedohodou. Tato jednání a Karlův útěk z vězení zřejmě vyostřilo Cromwellův vztah vůči králi.
Nezdar jednání o vztahu vůči králi a jeho útěk vedly roku 1648 k vypuknutí druhé fáze občanské války. Karel I. se chtěl uchopit moci vojenskou silou. Cromwell nejprve potlačil povstání králových stoupenců ve Walesu a přinutil ke kapitulaci posádku v Tenby. Poté se v čele vojska čítajícího 9 000 mužů vydal na sever, aby odrazil skotskou armádu, která po dohodě s Karlem I. vpadla do Anglie. Cromwell jako vrchní velitel porazil Skoty, jejichž počet byl dvojnásobný.
V prosinci 1648 byla skupina poslanců, kteří chtěli pokračovat v jednání s králem, rozehnána oddílem vojáků vedených Thomasem Pridem (tato událost bývá označována jako Pride's Purge – Prideho čistka). Ostatní poslanci souhlasili s tím, že Karel bude obviněn a souzen za zradu. Cromwell byl v té době na severu země, kde potlačoval zbytky odporu roajalistů. Poté, co se vrátil do Londýna, stal se zastáncem této myšlenky, protože Karlovu smrt považoval za jediné řešení občanské války.[zdroj?] Rozsudek smrti pro krále podepsalo 59 členů soudního dvora včetně Cromwella, zatímco Fairfax podpis odmítl. Karel byl popraven 30. ledna 1649.

## Vznik republiky
Po Karlově smrti byla vyhlášena republika (Commonwealth of England). Parlament získal výkonnou i zákonodárnou moc. Byla zřízena i malá státní rada s některými výkonnými pravomocemi. Cromwell zůstal členem parlamentu a byl jmenován i členem státní rady. Zpočátku se snažil sjednotit skupinu králových přívrženců kolem St Johna a Saye a Sele, ale neuspěl. Pouze St John zůstal členem parlamentu a ostatní královi spojenci se přesunuli do Irska, kde podepsali dohodu s irskou katolickou konfederací. V březnu byl Cromwell jmenován velitelem tažení proti nim. Přípravy na invazi mu zabraly několik měsíců a v červenci vyrazil z Bristolu do Irska.

## Tažení do Irska
Cromwell byl hlavním velitelem tažení do Irska v letech 1649–1650. Největší hrozbou nově vytvořené anglické republiky bylo spojenectví irské katolické konfederace a anglických roajalistů. Nicméně politická situace v Irsku byla velmi roztříštěna. Kromě katolicko-roajalistické aliance existovala i skupina irských katolíků nesouhlasících s aliancí a skupina protestantských protiparlamentních roajalistů.
Cromwellovo vojsko bylo díky ukončené občanské válce dostatečně silné a dobře zásobené. Jeho tažení, trvající devět měsíců, bylo krátké a efektivní, i když jím neskončila válka s Irskem. Poté, co dorazil do Irska, obsadil Cromwell města Drogheda a Wexford, aby zajistil bezpečné zásobování z Anglie. Při obléhání Droghedy v září 1649 zmasakrovalo jeho vojsko po dobytí města asi 3500 lidí, z toho asi 2700 roajalistů a všechny muže, kteří měli zbraň, včetně několika civilistů, vězňů a katolických kněží. Při obléhání Wexfordu se odehrál další masakr. V době, kdy Cromwell dojednával podmínky kapitulace, vnikli někteří jeho vojáci do města, zabili asi 2 000 irských vojáků a spálili většinu města.
Po dobytí Droghedy vyslal Cromwell oddíl na sever do Ulsteru, aby zabezpečil severní část země. Poté zahájil obléhání Waterfordu, Kilkeny a Clonmelu na jihovýchodě Irska. Kilkeny se, podobně jako jiná města, Cromwellovi vzdalo, ale při obléhání Clonmelu ztratil asi 2 000 mužů při neúspěšném útoku, předtím, než město kapitulovalo. Jedním z jeho největších úspěchů v Irsku byla dohoda, uzavřená s pomocí Rogera Boyleho, s protestantskými roajalisty v Corku o tom, že budou bojovat na jeho straně. V květnu 1650 byl Cromwell informován o tom, že se Karel II. vylodil ve Skotsku a byl covenantery prohlášen králem. 26. května se vydal do Anglie, aby této hrozbě mohl čelit.
Po ovládnutí Irska bylo praktikování katolických bohoslužeb zakázáno a katoličtí kněží, kteří byli dopadeni, byli zabiti. Asi 12 000 irských obyvatel bylo prodáno do otroctví. Veškerá půda vlastněná katolíky byla zabavena a předána Angličanům a Skotům. Katolíkům, kterým byla půda ponechána, byla přidělena půda v neúrodné části země v oblasti Connacht. V období anglické republiky se podíl půdy vlastněné katolíky snížil z původních 60 % na pouhých 8 %.

## Tažení do Skotska
Cromwell opustil v květnu 1650 Irsko a o několik měsíců později vyrazil do Skotska, poté co Skotové prohlásili Karla II. králem. Vydal provolání k valnému shromáždění skotské církve, ve kterém naléhal, aby si Skotové uvědomili chybu, kterou udělali spojenectvím s roajalisty. Odpověď Skotů byla odmítavá, a tak spor musel být řešen válečnými prostředky.
Zpočátku jeho výprava měla potíže se zásobováním a Cromwell uvažoval o evakuaci své armády po moři z Dunbaru. Obrat nastal 3. září 1650, kdy v neočekávané bitvě u Dunbaru zabili Angličané asi 4000 skotských vojáků a dalších asi 10 000 zajali. Toto vítězství jim umožnilo převzít kontrolu nad skotským hlavním městem Edinburgh. Následujícího roku podnikl Karel II. a Skotové pokus přepadnout Anglii a dobýt Londýn v době, kdy byl Cromwell ve Skotsku. Ten za nimi rychle vyrazil na jih a 3. září 1651 v bitvě u Worcesteru porazil poslední velkou královskou armádu. Mnoho skotských zajatců zemřelo na různé nemoci a někteří byli posláni do kolonií na Barbados. V době anglické republiky byla vláda ve Skotsku realizována z Anglie za přítomnosti anglického vojska.
Bylo povoleno praktikování presbyteriánství, ale skotské církvi nebyly navráceny pozice v civilní správě.

## Rozpuštění parlamentu
V letech 1649 až 1651 se Cromwell účastnil vojenských tažení a byl mimo centrum politického dění. Mezitím se vytvořily v parlamentu (označovaném jako Rump Parliament) různé frakce, které mezi sebou soupeřily o vliv. Po návratu se Cromwell snažil dosáhnout vyhlášení nových voleb, sjednocení tří království pod jednu vládu a vytvořit základy tolerantní církve. Parlament však váhal ve vyhlášení termínu nových voleb a neuspěl v řešení základních záměrů reformy církve.
Cromwell byl tímto stavem v dubnu 1653 frustrován a požadoval, aby parlament jmenoval vládu složenou ze zástupců poslanců a armády a poté aby se rozpustil. Nicméně parlament pokračoval v diskusích o zákonu pro ustanovení nové vlády. To Cromwella rozzuřilo natolik, že vtrhl do sněmovny s oddílem mušketýrů, nechal ji vyklidit a parlament rozpustil.

## Nový parlament
Po rozpuštění parlamentu přešla moc přechodně na radu, která jednala o další formě správy země. Byla zvažována myšlenka Thomase Harrisona, ke které se připojil i Cromwell, která navrhovala, aby se členy parlamentu stali lidé, kteří jsou váženi pro své náboženské postoje. Tento parlament (označovaný také Barebone Parliament) zahájil jednání 4. července 1653. Cromwellovi bylo nabídnuto, aby se stal jeho členem, ale on to odmítl. Odhalení, že velká část členů je příznivci radikálů, vedlo k jeho rozpuštění 12. prosince 1653.

## Protektorát

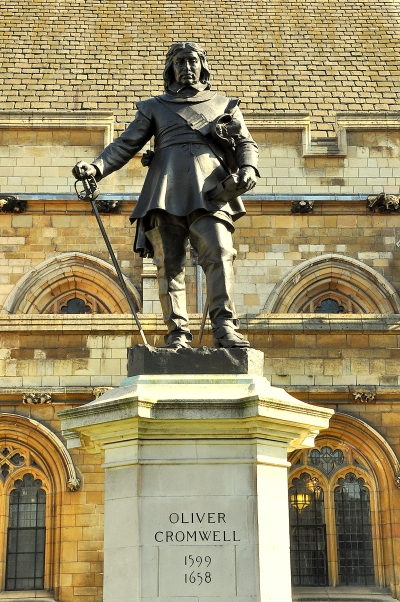
Cromwellova socha před Westminsterským palácem

Po rozpuštění parlamentu vydal John Lambert novou ústavu (Instrument of Government). Ta ustanovila Cromwella na doživotí lordem protektorem, byl pověřen vykonáváním funkce nejvyššího soudce a řízením vlády. Cromwell složil přísahu 16. prosince 1653. Při této příležitosti měl oblečené tmavé jednoduché šaty, aby tato událost nepřipomínala korunovaci, ale od té doby se podepisoval jako Oliver P, stylem, který připomínal podpisy králů. Jako protektor měl právo svolávat a rozpouštět parlament, ale byl povinen hledat většinovou shodu ve státní radě. Jeho roční příjem jako lorda protektora byl určen na částku 100 000 liber ročně.
Cromwell si jako lord protektor stanovil dva hlavní cíle – uklidnění společnosti po chaosu občanské války a vytvoření stabilní formy vlády. Cromwell preferoval spolupráci silného vládce s parlamentem. Byly provedeny jen malé reformy zákonů, protože hlavní snahou byla stabilizace politického systému. První protektorátní parlament byl ovládnut radikály, kteří chtěli provést republikánské reformy. Po prvních pokusech o usměrnění jejich návrhů a poté co parlament pokračoval v návrzích na radikální reformu ho Cromwell 22. ledna 1655 rozpustil.
Cromwell se zaměřil na obnovu svobody vyznání. V prvním období protektorátu byly jmenovány komise, které měly vyloučit kněze a učitele, kteří nebyli shledáni vhodnými pro vykonávání svého úřadu. Po potlačení roajalistického povstání v březnu 1655 Cromwell (na Lambertovu radu) rozdělil Anglii na vojenské obvody spravované brigádními generály. Tito generálové a jejich zástupci byli zodpovědní nejen za zajištění bezpečnosti, ale i za Cromwellovo tažení za obnovení morálky. Generálové byli nejen veliteli vojska ve svém obvodu, ale zajišťovali i výběr daní a zajišťovali podporu vlády v Anglii a Walesu. V každém hrabství byli jmenováni komisaři, kteří se měli starat o zajištění bezpečnosti. Jejich činnost ale vyvolávala obavy z příliš radikálních reforem a poté co generál John Densborough navrhl daň pro zajištění jejich činnosti, druhý protektorátní parlament tento návrh odmítl, protože se domníval, že by se jednalo o podporu vojenského státu. To vedlo k demisi generálů a zrušení tohoto režimu správy.
Cromwell si byl vědom příspěvku Židů pro ekonomický rozvoj Holandska, v té době největšího ekonomického rivala Anglie. To spolu s jeho přesvědčením o právu na soukromý majetek těch, kteří se nacházeli mimo evangelický puritanismus, ho vedlo k tomu, že pozval Židy, aby se vrátili zpět do Anglie. To se událo asi 350 let poté, co je Eduard I. z Anglie vyhnal. Cromwell doufal, že pomohou obnovit ekonomiku zdevastovanou občanskou válkou.

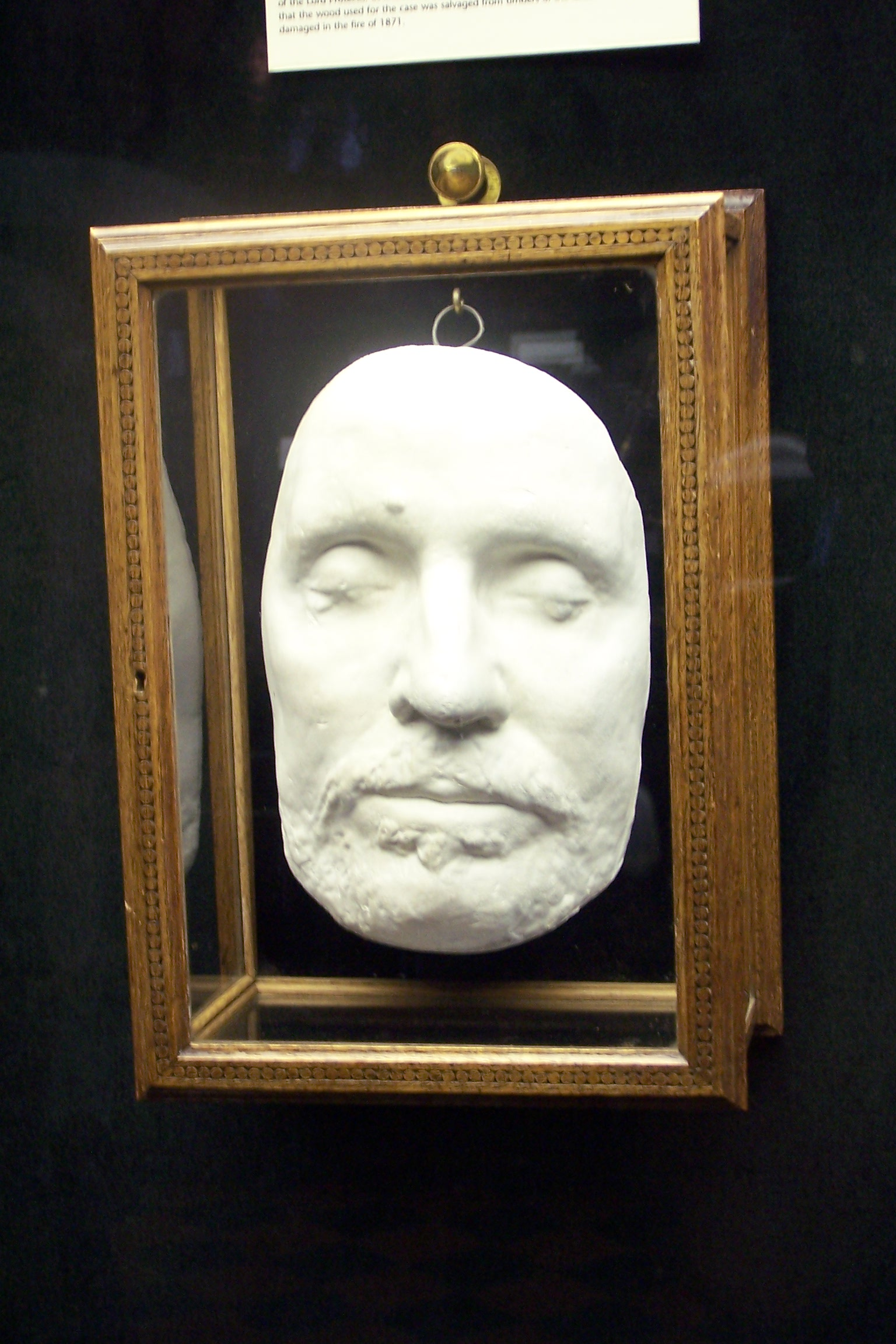
Posmrtná Cromwellova maska

Roku 1657 byla Cromwellovi nabídnuta koruna, ale on ji po několika týdnech odmítl, protože se nechtěl podílet na obnově něčeho, co pomáhal zrušit. 26. června 1657 byl obřadně znovu jmenován lordem protektorem. Tato událost se nyní odehrála ve Westminsterském opatství a slavnostním rázem daleko více připomínala korunovaci než jeho předchozí jmenování. I v této době nebyl úřad lorda protektora dědičným, i když Cromwell mohl jmenovat svého nástupce. Nově vydaná ústava zavedla některé instituce podobné předchozímu režimu, například pseudo horní sněmovnu, označovanou jako jiná sněmovna. Cromwell také jmenoval dva nové barony. Nicméně on sám sebe označoval spíše za strážce nebo hlídače než monarchu.

## Smrt
Uvádí se, že Cromwell trpěl malárií a zánětem močového měchýře. Roku 1658 byl postižen záchvatem malárie a následným záchvatem infekce. Ke zhoršení jeho zdravotního stavu přispěla zřejmě i smrt jeho milované dcery Alžběty, které bylo v době smrti 29 let. Zemřel ve Whitehallu 3. září 1658. Byl pohřben s velkou pompou ve Westminsterském opatství spolu se svou dcerou Alžbětou.
Jeho nástupcem se stal jeho syn Richard. I když to nebyl neschopný muž, postrádal mocenské spojence v parlamentu a armádě a byl přinucen v květnu 1659 rezignovat. Mezi soupeřícími frakcemi neexistoval žádný výrazný vůdce, a tak George Monck, anglický správce Skotska, dorazil v čele armády do Londýna a obnovil jednání parlamentu (Long Parliament). Pod jeho dohledem byly provedeny roku 1660 ústavní změny, které umožnily návrat Karla II. z ciziny, jeho jmenování králem a obnovu monarchie. Roku 1661 byly Cromwellovy ostatky exhumovány, potupně oběšeny a posmrtně provedena jeho poprava.